# Перу на Светском првенству у атлетици на отвореном 2011.
Перу је учествовао на 13. Светском првенству у атлетици на отвореном 2011. одржаном у Тегу од 27. августа до 4. септембра. Репрезентацију Перуа представљало је 5 такмичара (3 мушкараца и 2 мене) који су се такмичили у 4 дисциплине (3 мушке и 1 женска). , 
На овом првенству Перу није освојио ниједну медаљу, а није обирио ниједан национални и лични рекорд, само је један такмичар постигао најбољи лични резултат сезоне. Перу је остао у групи земаља које нису освајале медаље на светским првенствима у атлетици.

## Учесници
| Мушкарци: - Џон Ленон Касаљо — Маратон - Марио Базан — 3.000 м препреке - Хорхе Макфарлејн — Скок удаљ | Жене: - Јемена Мисајуари — Маратон - Јудит Торибио — Маратон |  |

## Резултати

### Мушкарци
| Атлетичар        | Дисциплина       | Лични рекорд | Група             | Група             | Полуфинале           | Полуфинале           | Финале               | Финале               | Детаљи |
| Атлетичар        | Дисциплина       | Лични рекорд | Резултат          | Место             | Резултат             | Место                | Резултат             | Место                | Детаљи |
| ---------------- | ---------------- | ------------ | ----------------- | ----------------- | -------------------- | -------------------- | -------------------- | -------------------- | ------ |
| Џон Ленон Касаљо | маратон          | 2:16:10      |                   |                   |                      |                      | 2:36:43 ЛРС          | 49 / 51 (67)         |        |
| Марио Базан      | 3.000 м препреке | 8:28,67 НР   | Није завршио трку | Није завршио трку | Није се квалификовао | Није се квалификовао | Није се квалификовао | Није се квалификовао |        |
| Хорхе Макфарлејн | скок удаљ        | 8,10 НР      | 7,65              | 15 гр А           |                      |                      | Није се квалификовао | 26 /32 (36)          |        |

### Жене
| Атлетичар        | Дисциплина | Лични рекорд | Квалификације | Квалификације | Полуфинале | Полуфинале | Финале             | Финале             | Детаљи |
| Атлетичар        | Дисциплина | Лични рекорд | Резултат      | Место         | Резултат   | Место      | Резултат           | Место              | Детаљи |
| ---------------- | ---------- | ------------ | ------------- | ------------- | ---------- | ---------- | ------------------ | ------------------ | ------ |
| Јемена Мисајуари | маратон    | 2:42:40      |               |               |            |            | Није завршила трку | Није завршила трку |        |
| Јудит Торибио    | маратон    | 2:41:12      | 2:47:21       | 41 / 46 (55)  |            |            |                    |                    |        |